# گکوی دم‌برگی موریتز

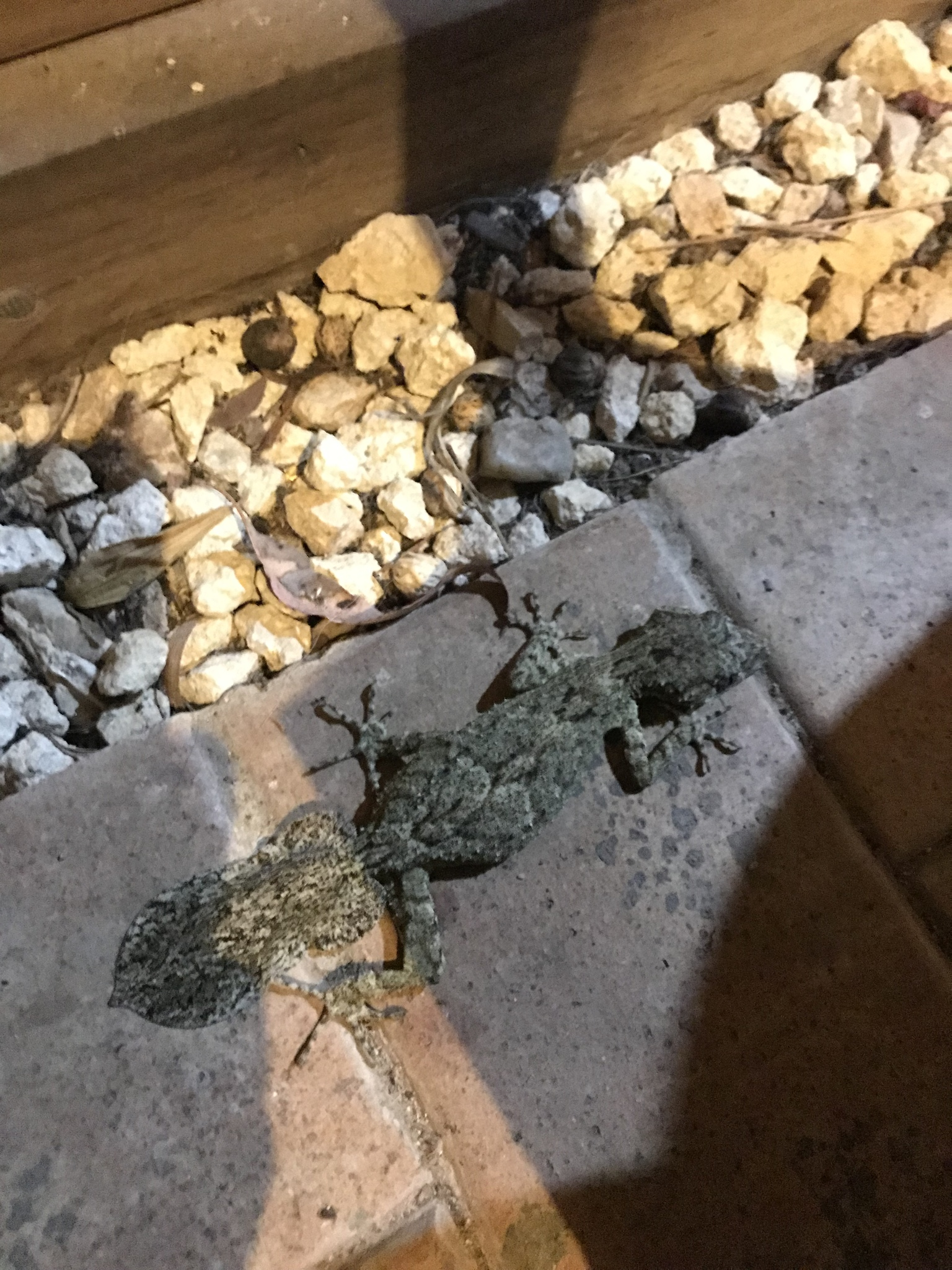
گکوی دم‌برگی موریتز

گکوی دم‌برگی موریتز (نام علمی: Saltuarius moritzi) نام یک گونه از سرده گکوهای دم‌برگی است.